# إيلين كريستي
إيلين كريستي (بالإنجليزية: Ellen Christi)‏ هي مغنية ومنتجة أسطوانات أمريكية، ولدت في 7 مارس 1958 في شيكاغو في الولايات المتحدة.

## وصلات خارجية
- إيلين كريستي على موقع ميوزك برينز (الإنجليزية)
- إيلين كريستي على موقع ديسكوغز (الإنجليزية)